# Широкое (Широковский район)
Широ́кое (укр. Широке) — посёлок, Широковский поселковый совет, Криворожский район, Днепропетровская область, Украина.

## Географическое положение
Посёлок городского типа Широкое находится на левом берегу реки Ингулец, выше по течению на расстоянии в 2 км расположено село Ингулец, ниже по течению на расстоянии в 2 км расположено село Радевичево, на противоположном берегу — Ингулец. Через посёлок проходит автомобильная дорога Т-0411.

## История
- На территории посёлка обнаружены поселения эпохи неолита, курганы эпох бронзы (III тысячелетие до н. э.) и скифов (V—III вв. до н. э.).
- Первое письменное упоминание датируется 1787 годом.
- Широкое возникло во второй половине XVIII в. как запорожский зимовник Ингулецкой паланки Новой Сечи.
- 1787 год считается годом основания Широкого.
- До 7 марта 1923 года Широкое было центром Широковской волости Херсонского уезда.
- 1 февраля 1935 года началось издание районной газеты[3].
- В 1938 году присвоено статус посёлок городского типа.
- В августе 1941 года началась немецкая оккупация района. Широкое было освобождено 29 февраля 1944
- В послевоенные годы восстановили свою работу колхозы. Началось строительство завода продтоваров, хлебозавода, завода по изготовлению комбикормов, большого свинооткормочного комплекса.

## Население
По состоянию на 1 января 2015 года население посёлка составляло 10 368 жителей.
Распределение населения по родному языку, по переписи 2001 года:
| Язык        | % от населения |
| ----------- | -------------- |
| Украинский  | 92,80          |
| Русский     | 6,44           |
| Белорусский | 0,30           |
| Армянский   | 0,16           |
| Молдавский  | 0,06           |

| 1890 | 1959  | 1970   | 1979   | 1984   | 1989   | 1992   | 1998   | 2001   | 2003   | 2004   | 2005   | 2006   | 2007   | 2008   | 2009   | 2010   | 2011   | 2012   | 2013   | 2014   | 2015   |
| ---- | ----- | ------ | ------ | ------ | ------ | ------ | ------ | ------ | ------ | ------ | ------ | ------ | ------ | ------ | ------ | ------ | ------ | ------ | ------ | ------ | ------ |
| 692  | 8 513 | 10 620 | 11 356 | 11 600 | 11 722 | 11 800 | 12 000 | 11 221 | 11 174 | 11 011 | 10 784 | 10 629 | 10 492 | 10 397 | 10 337 | 10 284 | 10 248 | 10 543 | 10 436 | 10 412 | 10 368 |

## Экономика
- Ингулецкий карьер. ПАО «Ингулецкий ГОК».
- ООО «Сузирья».

## Объекты социальной сферы
- 2 школы.
- 3 детских сада.
- ДЮСШ.
- Дом детского творчества.
- Школа искусств.
- Дом культуры.
- Межрегиональный центр подготовки и переподготовки военнослужащих уволенных в запас (бывшее ПТУ-82)

## Экология
- На расстоянии в 1 км от посёлка расположен Ингулецкий карьер. Добыча железной руды - открытым способом.

## Известные люди
- Доценко, Надежда Петровна (1914—1994) — актриса театра и кино, народная артистка СССР, родилась в селе Широкое.
- Кирейко, Виталий Дмитриевич (1926—2016) — советский-украинский композитор, народный артист УССР (1977).

## Галерея

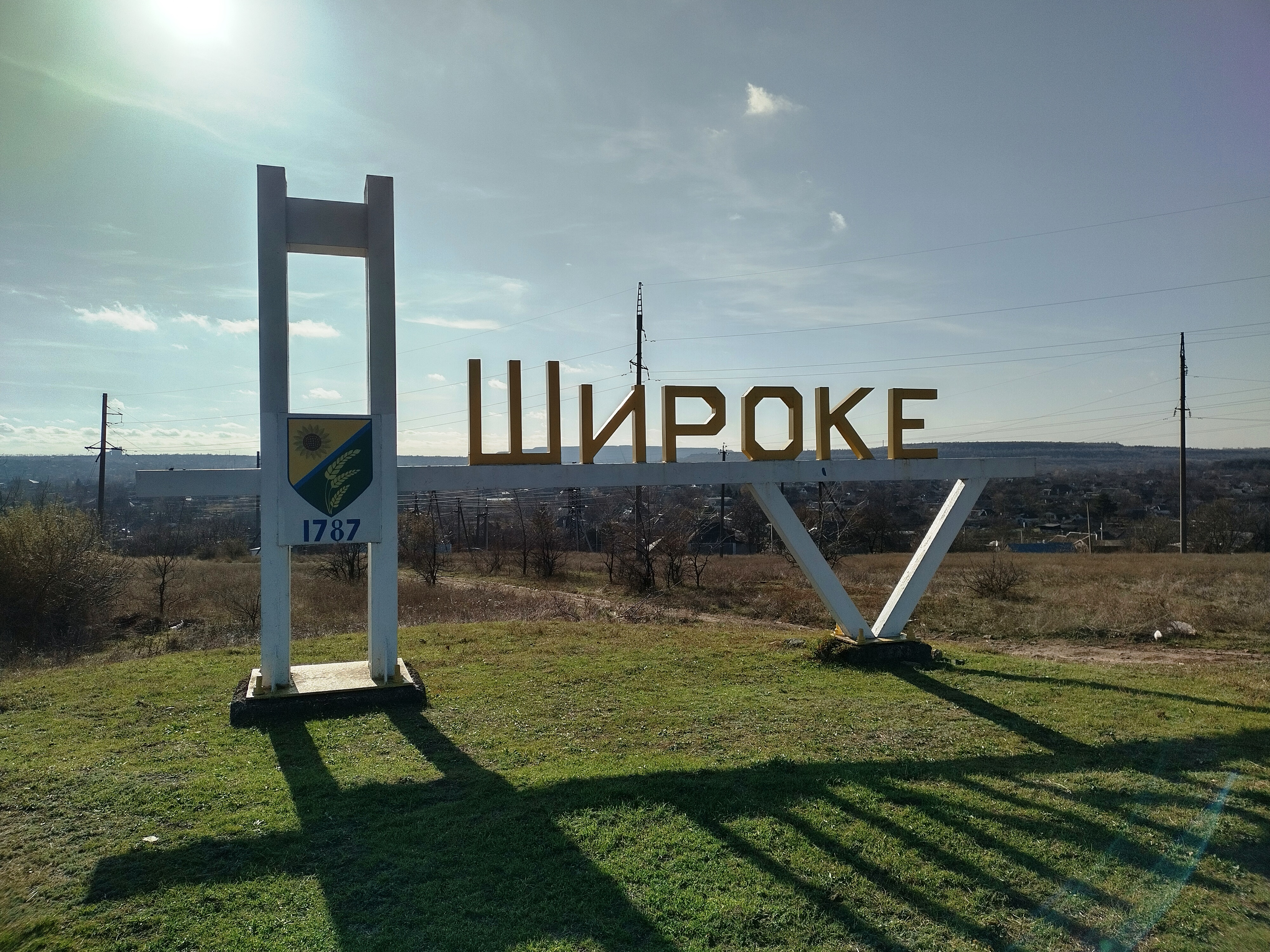
Стела при въезде в посёлок со стороны Кривого Рога
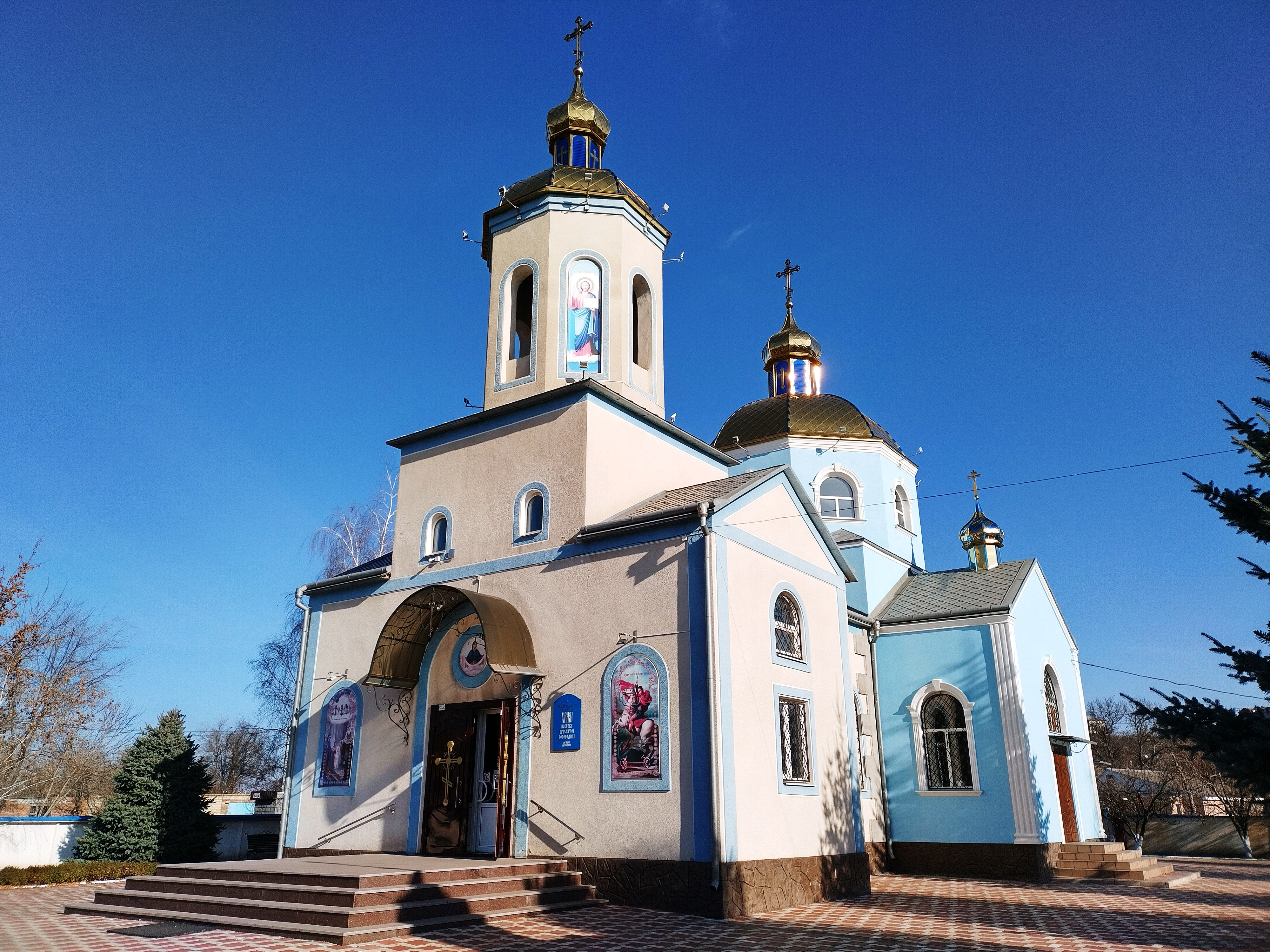
Храм Покрова Пресвятой Богородицы
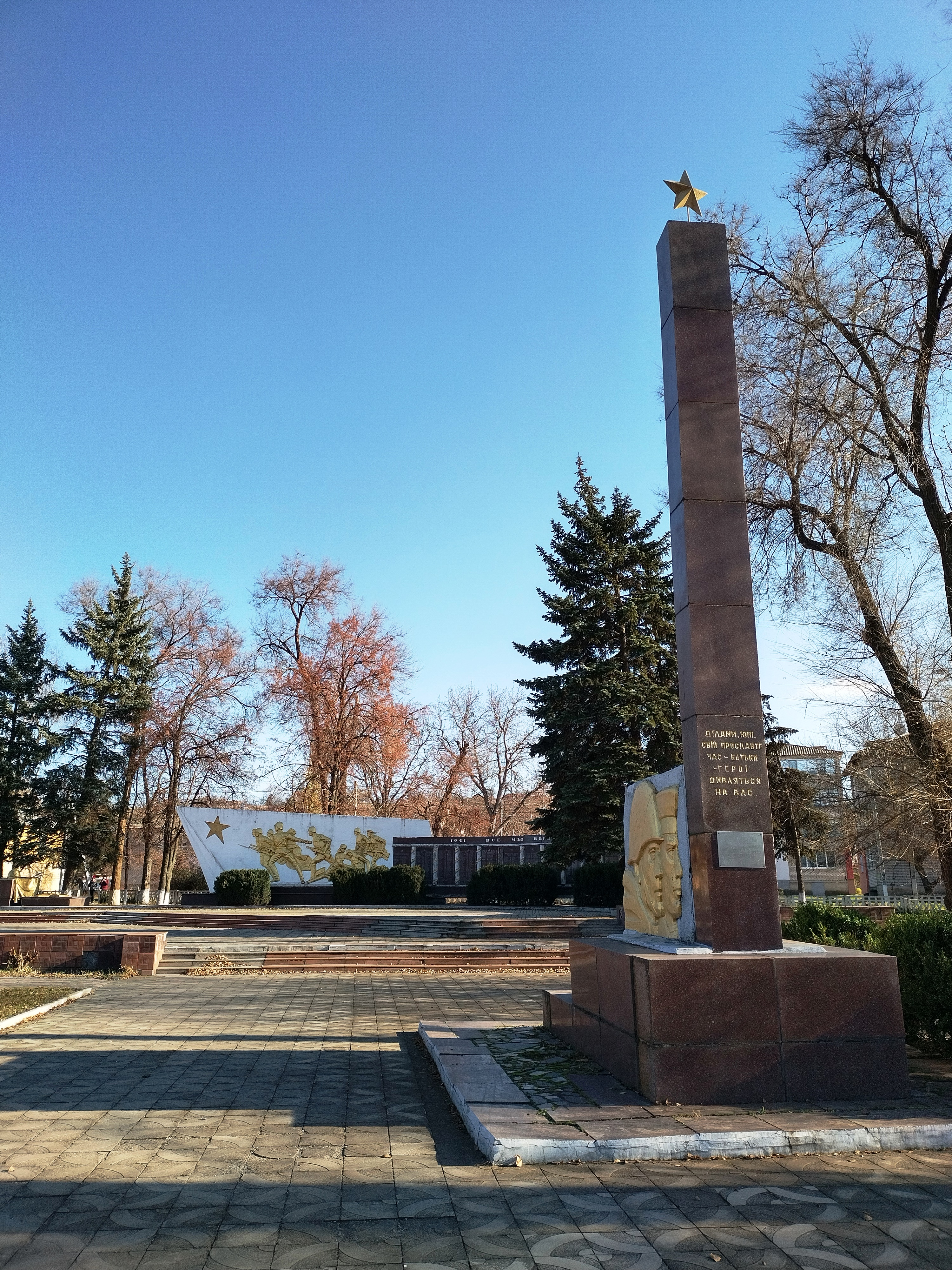
Военный мемориальный комплекс погибшим в годы Великой Отечественной войны
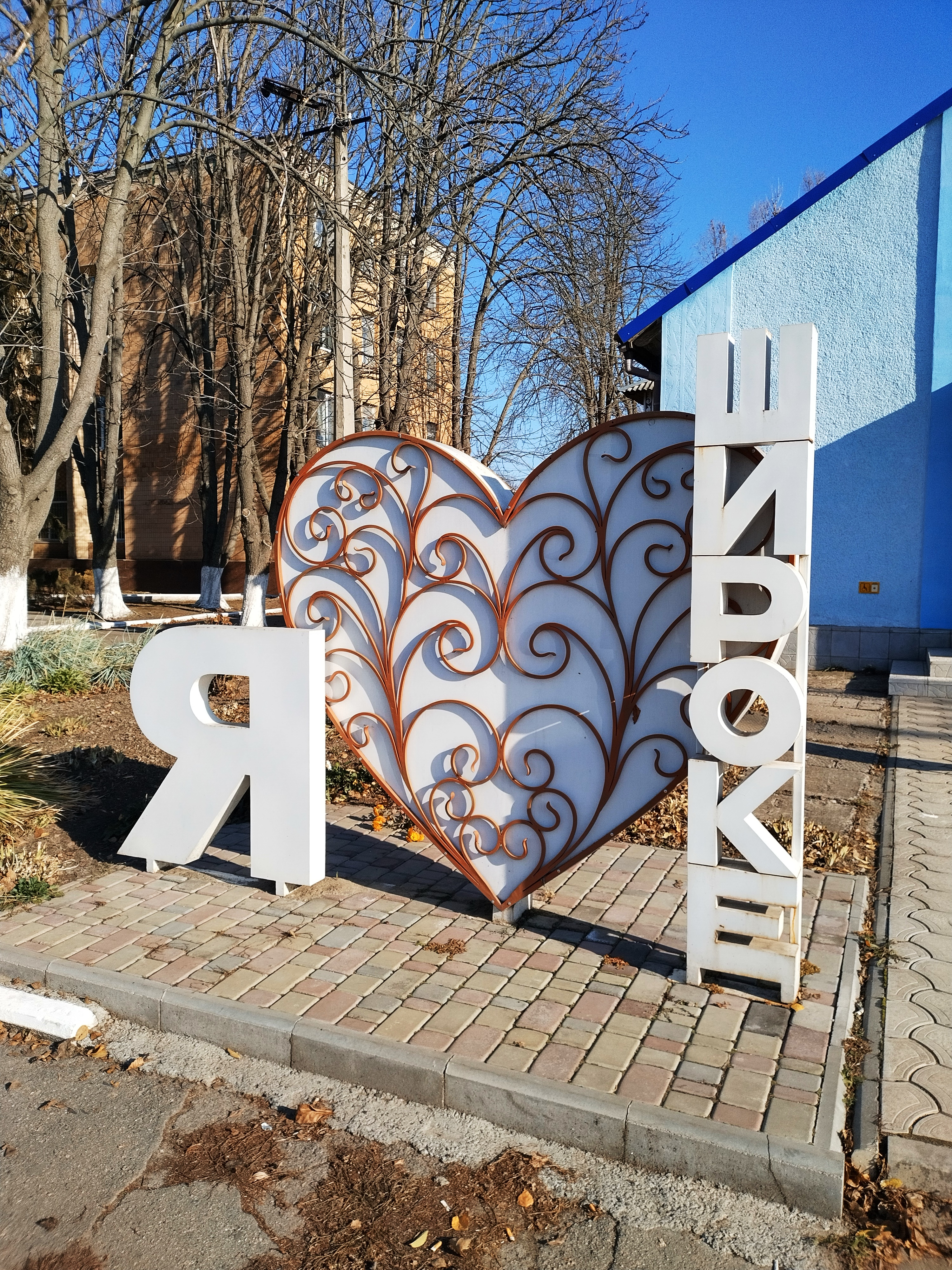
Арт-объект "Я люблю Широкое"
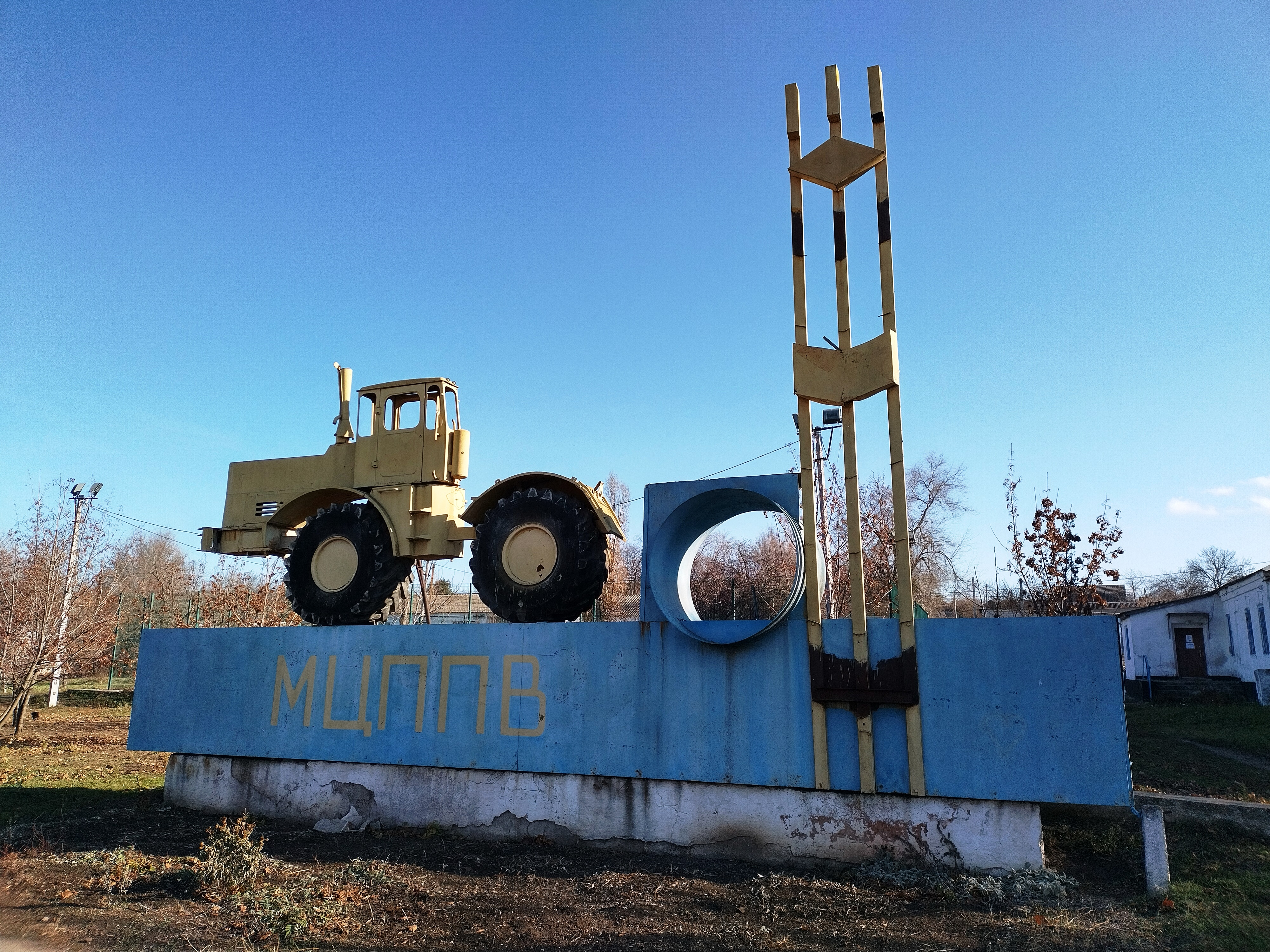
Межрегиональный центр профессиональной переподготовки военнослужащих г. Кривого Рога